# Мост краља Александра Првог Карађорђевића (Зворник)
Мост краља Александра Првог Карађорђевића или Стари мост је био саобраћајни мост преко реке Дрине, који спаја Зворник и Мали Зворник. Данас је он пешачки и служи као малогранични прелаз између Републике Српске у Босни и Херцеговини и Републике Србије. Код локалног становништва познатији је још и под именом Стари мост у Зворнику. Мост је дуг 150 m и широк 7,2 m. Маса гвоздене конструкције износи 950 000 kg, а стајао је око 13,5 милиона тадашњих динара.

## Изградња
Током јула 1919. године, Мали Зворник је посетио краљ Александар Ι Карађорђевић. И већ 1922. године српски трговци су почели планирати градању моста на месту где се искрцао краљ Александар. Решење гвозденог моста на Дрини је усвојено 4 година касније, 1926. Радови су отпочели идуће године, а мост је завршен након две године изградње 1929, чиме је Дрина премоштена. Мост је грађен средствима Министарства грађевине Краљевине Југославије, ратном репарацијом и донацијама краља Александра I Карађорђевића. Министарство трговине је надзирало радове, а радовима су руководили инжењери Мићић из Љубовије и Жилов из Русије. По завршетку градње, запрежним возилима довезено је на мост 30.000 тона камена, да би се испитала његова издржљивост. Након 15 дана, када се утврдило да је мост чврст и стабилан, камен је уклољен. Свечано отварање и освећење моста збило се 12. јануара 1930. године, чему је и присуствовао краљ Александар лично. Од тада постаје главно зворничко шеталиште и носи назив Мост краља Александра I. Током Априлског рата, мост је срушен.

## Обнова моста
Радови на доградњи и довођењу моста у садашње стање започели су у јесен 1945. године, а завршени у јуну 1946. године. Као радна снага коришћени су немачки и италијански заробљеници. Када је мост обновљен, понео је име југословенског народног хероја Филипа Кљајића Фиће, који је погинуо 5. јула 1943. године, приликом напада НОВЈ на усташке и њемачке јединице које су држале Зворник.

## Новија историја
Мосту је враћен првобитни назив 31. марта 2009. године на седници СО Зворник. Мост се налази на листи историјиских споменика Општине Зворник.